# Медных, Олег Николаевич
Олег Николаевич Медных (17 марта 1966) — советский и узбекистанский футболист, нападающий и полузащитник.

## Биография
Во взрослых соревнованиях дебютировал в 1982 году в составе клуба «Шахрихончи» (Шахрихан), в его составе провёл два сезона во второй лиге. В 1983 году также сыграл один матч за дубль ташкентского «Пахтакора». Позднее выступал во второй лиге за «Нефтяник» (Фергана) и «Зарафшан» (Навои). После некоторого перерыва в 1989 году вернулся в соревнования мастеров и провёл полтора сезона в ферганском «Нефтянике».
В начале 1990-х годов выступал за «Дружбу» (Будённовск) во второй низшей лиге СССР и за «Атоммаш» (Волгодонск) в первой лиге России.
После возвращения в Среднюю Азию играл в высшей лиге Кыргызстана за «Ак-Марал» (Токмак) и в высшей лиге Узбекистана за «Атласчи» (Маргилан). В 1997 году стал победителем первой лиги Узбекистана в составе «Темирйулчи», на следующий год сыграл за этот клуб одну игру в высшей лиге.

## Личная жизнь
Отец, Николай Васильевич (1938—1989) тоже был футболистом, выступал за «Нефтяник» (Фергана) и ряд других клубов, позднее работал тренером.